# Olivier Willocx
Olivier Willocx (Bruxelles, 21 aprile 1966) è un giurista belga, conosciuto per essere l'amministratore delegato del Brussels Enterprises Commerce and Industrie. Il 10 giugno 2024 diventa deputato al Parlamento della Regione di Bruxelles-Capitale..

## Biografia
Olivier Willocx nasce a Bruxelles nel 1966 ed è il nipote di Albert Coppé, uomo politico belga oltre che ex commissario europeo. Frequenta la scuola europea di Uccle ed otterrà la sua licenza liceale nel 1985. Terminati gli studi s'iscrive alla facoltà di Scienze Economiche dell'Università libera di Bruxelles (ULB), dove otterrà il diploma nel 1990.
Nel 1993 s'iscrive a un Master in Diritto Europeo presso l'Università di Amsterdam, seguito da un breve soggiorno a Firenze presso l'Academy of European Law.
Nel 1995 inizia la sua collaborazione come Consigliere presso il Gabinetto di Hervé Hasquin, Ministre de l'Aménagement della Regione Bruxelles Capitale, e nel 1999 sarà nominato responsabile per la ristrutturazione dell'Atomium.
Nel 2000 è nominato Direttore Generale della Camera di Commercio e dell'Industria di Bruxelles e nel 2007 riesce a fonderla con l'Unione delle Imprese belghe, dando vita a una nuova organizzazione, la BECI, Brussels Enterprises Commerce and Industrie.
Nel 2006 è nominato Giudice Sociale presso il Tribunale de lavoro.
Il 20 settembre 2012 diventa il Presidente del Consiglio Economico e Sociale della Regione Bruxelles Capitale.
Il 2 febbraio 2024 si candida al Parlamento della Regione di Bruxelles-Capitale nelle liste del MR e il 10 giugno viene eletto.

## Pubblicazioni
- “Secret d'Etat” Vincent Delannoy et Olivier Willocx (2007)